# Isotta Fraschini V.6
L'Isotta Fraschini Asso V.6 era un motore aeronautico 6 cilindri in linea raffreddato ad aria, prodotto dall'azienda italiana Isotta Fraschini negli anni dieci del XX secolo.
Questo motore venne prodotto su licenza anche dalla Bianchi.

## Velivoli utilizzatori
Italia
- Breda A.10[2]
- CANT 7bis
- CANT 12
- CANT 18
- Caproni Ca.45
- Macchi M.7
- Macchi M.17
- Piaggio P.6bis
- SIAI S.13
- Savoia-Marchetti S.57